# Qarabucaq
Qarabucaq è un comune dell'Azerbaigian situato nel distretto di Kürdəmir. Conta una popolazione di 1 485 abitanti.